# Cesarska Rzymskokatolicka Akademia Duchowna w Petersburgu
Cesarska Rzymskokatolicka Akademia Duchowna w Petersburgu (ros. Императорская римско-католическая духовная академия) – wyższa szkoła teologiczna istniejąca w latach 1842–1918 w Petersburgu.

## Historia
W 1773 roku po kasacie zakonu jezuitów prowadzony przez nich w Wilnie Uniwersytet Wileński Stowarzyszenia Jezusowego Księstwa Litewskiego został przemianowany na Szkołę Główną Wielkiego Księstwa Litewskiego. 4 kwietnia 1803 roku na jego bazie powstał Imperatorski Uniwersytet Wileński. W 1833 roku z wydziału teologicznego tej uczelni po połączeniu z Głównym Seminarium Wileńskim utworzono Wileńską Rzymskokatolicką Akademię Duchowną. W 1842 roku przeniesiono ją do Petersburga. Po wizytacji uczelni 18 grudnia 1844 roku Mikołaj I zatwierdził statut uczelni i wydał rozporządzenie nadające jej nazwę Cesarskiej Rzymskokatolickiej Akademii Duchownej. Gdy w 1847 roku podpisano konkordat pomiędzy Rosją a Stolicą Apostolską Akademia została podporządkowana arcybiskupowi mohylewskiemu. Po likwidacji w 1867 roku Warszawskiej Akademii Duchownej jej studentów przeniesiono do działającej w Petersburgu uczelni.
W kwietniu 1918 roku zawieszono wykłady licząc na to, że sytuacja polityczna pozwoli na ich kontynuowanie.
W lutym 1918 roku z inicjatywy Radziszewskiego w Piotrogrodzie Komitet Organizacyjny mający za zadanie zorganizowanie uniwersytetu katolickiego, a 23 października 1918 roku Edward Ropp metropolita mohylewski przekazał tworzącemu się Uniwersytetowi w Lublinie prawo piotrogrodzkiej Akademii do otwarcia wydziału teologicznego w roku akademickim 1918/19. Gdy w grudniu 1918 roku został otwarty Uniwersytet Lubelski w gronie jego wykładowców znaleźli się również profesorzy Akademii, a zaczątkiem biblioteki uniwersytetu były księgozbiory wykładowców zakupione przez Karola Jaroszyńskiego.

## Siedziba
Akademię początkowo umieszczono w obecnie nieistniejącym budynku należącym do kupca Łokotnikowa znajdującego się pomiędzy ulicami Iwanowską (ul. Socjalisticzieskaja) i Griazną (ul. Marata), gdzie funkcjonowała przez dwa lata. Ponieważ dom nie miał kaplicy kupiono w 1842 roku kompleks budynków na Wyspie Wasiljewskiej będący własnością Rosyjskiej Akademii Nauk. Budynki z początku XIX wieku złożone z „centralnego korpusu, dwóch symetrycznie rozmieszczonych skrzydeł oraz przybudówek w podwórzu” przebudowano zgodnie z projektem Christiana F. Meiera (1789–1848). Polegały one nie tylko na przebudowach i dobudowaniu drugiego piętra nad skrzydłami centralnego korpusu, zmianie wystroju zewnętrznego i wewnętrznego, ale najważniejsze było dobudowanie kaplicy pw. św. Jana Kantego. W 1903 roku na zlecenie biskupa L. Żarnowieckiego malowidła w kaplicy wykonał malarz i konserwator Aleksander Borawski. Kaplicę zamknięto w 1918 roku, ale w 1919 roku otwarto ponownie jako kaplicę parafii św. Jana Kantego.
Siedzibę w 1919 roku władze radzieckie przekazały Estońskiemu Proletariackiemu Uniwersytetowi. W budynku mieści się wydział filologiczny Uniwersytetu im. Aleksandra Hercena (w 2015 roku). Ponieważ dawna kaplica św. Jana Kantego nie jest użytkowana i podczas wizyty rektora KUL w Rosji pojawiła się propozycja odremontowania jej i umieszczenia tam wystawy o historii Akademii Duchownej.

## Organizacja
Po przeniesieniu do Petersburga powstało siedem katedr: teologii dogmatycznej i fundamentalnej, Pisma Świętego, historii Kościoła i prawa kanonicznego, homiletyki patrologii, historii powszechnej i dziejów Rosji, literatury rosyjskiej oraz literatury łacińskiej i greckiej. Ich liczba była zwiększana tak, że w 1890 roku było ich osiem, a od 1915 roku do zamknięcia uczelni 15, w tym teologii pastoralnej, psychologii i prawa państwowego. Językiem wykładowym była łacina i rosyjski. Nauka trwała cztery lata. Po zawarciu w 1847 roku konkordatu pomiędzy Rosją a Stolicą Apostolską Akademii zostały podporządkowane wszystkie katolickie seminaria duchowne w Imperium Rosyjskim. Uczelnią zarządzała Rada składająca się z: rektora, dwóch sufraganów lub prałatów, inspektora, dwóch świeckich profesorów oraz ekonom mający głos doradczy w sprawach gospodarczych. Wybór większość członków rady musiał być zatwierdzany przez ministra spraw wewnętrznych.
Od 1839 roku uczelnia miałom prawo przyznawania stopni naukowych: kandydata, studenta, magistra i po zatwierdzeniu przez ministra doktora teologii lub prawa kanonicznego.

## Rektorzy
- 1842–1855 Ignacy Hołowiński
- 1860–1864 Aleksander Bereśniewicz
- 1877–1884 Szymon Marcin Kozłowski (doktor honoris causa tej uczelni)
- 1884–1897 Franciszek Symon
- 1901–1910 Longin Żarnowiecki
- 1910–1913 Aleksander Kakowski (także absolwent tej uczelni)
- 1914–1918 Idzi Radziszewski

## Wykładowcy
Wykładowcami Akademii Duchownej w Petersburgu byli m.in.:
- Czesław Falkowski,
- Bolesław Hieronim Kłopotowski,
- Jan Cieplak (adiunkt; wykładał archeologię biblijną, liturgię, teologię moralną i uczył śpiewu kościelnego),
- Michał Godlewski (kierował Zakładem Homiletyki, a następnie Zakładem Historii Kościoła),
- Jerzy Matulewicz (kierował katedrą socjologii),
- Stanisław Trzeciak,
- Leon Wetmański (pełnił funkcję ojca duchownego).

## Studenci
Jej słuchaczami i absolwentami byli m.in. polscy księża:
- Zygmunt Szczęsny Feliński kanonizowany w 2009 r.,
- Ignacy Kłopotowski, beatyfikowany w 2005 r.,
- Ignacy Skorupka poległy w 1920 r. w wojnie polsko-bolszewickiej,
- Paweł Chomicz p.o. administratora apostolskiego Leningradu
- Stefan Denisewicz związany ze Smoleńskiem i Mohylewem,
- Józef Abelewicz rektor Seminarium Duchownego w Wilnie,
- Bolesław Hieronim Kłopotowski biskup łucko-żytomierski i arcybiskup mohylewski,
- Michał Godlewski biskup pomocniczy łucki i żytomierski i arcybiskup tytularny Amorianus,
- Antoni Baranowski biskup, polski i litewski poeta,
- Jan Cieplak arcybiskup nominat wileński i sufragan mohylewski (uzyskał tu doktorat z teologii),
- Marian Leon Fulman biskup diecezjalny lubelski,
- Maria Andrzej Gołębiowski biskup Kościoła Starokatolickiego Mariawitów,
- Romuald Jałbrzykowski arcybiskup metropolita wileński i sekretarz generalny Konferencji Episkopatu Polski,
- Włodzimierz Jasiński biskup diecezjalny sandomierski i łódzki,
- Antoni Karaś biskup diecezjalny augustowski i wyłkowyski,
- Władysław Krynicki biskup pomocniczy i diecezjalny włocławski,
- Paweł Kubicki biskup pomocniczy sandomierski,
- Augustyn Łosiński biskup diecezjalny kielecki,
- Zygmunt Łoziński biskup miński i biskup piński,
- Jerzy Matulewicz biskup wileński,
- Kazimierz Mikołaj Michalkiewicz sufragan wileński,
- Antoni Julian Nowowiejski biskup diecezjalny płocki i arcybiskup ad personam,
- Wojciech Owczarek biskup pomocniczy włocławski,
- Józef Pastuszka psycholog, profesor Katolickiego Uniwersytetu Lubelskiego, w latach 1938–1947 dziekan Wydziału Filozofii KUL[6],
- Maria Jakub Próchniewski biskup naczelny Kościoła Starokatolickiego Mariawitów w Polsce,
- Henryk Przeździecki biskup podlaski i biskup siedlecki,
- Marian Józef Ryx biskup diecezjalny sandomierski,
- Czesław Sokołowski rektor Katolickiego Uniwersytetu Lubelskiego,
- Franciszek Sonik biskup pomocniczy kielecki,
- Władysław Szcześniak biskup pomocniczy warszawski,
- Adolf Szelążek biskup diecezjalny łucki,
- Antoni Szlagowski biskup pomocniczy warszawski,
- Felix Franciszek Szymanowski kapłan i architekt Katedry Starokatolickiej Mariawitów w Płocku
- Kazimierz Tomczak biskup pomocniczy łódzki,
- Leon Wetmański biskup pomocniczy płocki,
- Antonijs Urbšs biskup Lipawy.